# جنگ بزرگ آسیای شرقی
جنگ دایتوآ  (به ژاپنی: 大東亜戦争 だいとうあせんそう) همچنین جنگ مقدس دایتوآ (大東亜聖戦) به معنی جنگ بزرگ آسیای شرقی نامی بود که دولت ژاپن در هنگام جنگ جهانی دوم بر روی جنگ اقیانوس آرام گذاشته بود. «جنگ بزرگ آسیای شرقی» بلافاصله پس از شروع جنگ اقیانوس آرام در سال ۱۹۴۱ در هیئت دولت توجو هیدکی تصویب شد. علت این نامگذاری ایده «آزاد سازی مستعمرات غربی آسیا و ایجاد منطقه مشترک رونق آسیای شرقی بزرگ با هدف استقلال در آسیا» بود. پس از جنگ، فرمانده عالی نیروهای متفقین جنگ جهانی دوم (GHQ) در زمان اشغال ژاپن استفاده از عنوان «جنگ بزرگ شرق آسیا» را ممنوع و آن را به عنوان «جنگ اقیانوس آرام» تغییر داد زیرا این عنوان برای طرف متفقین که عمدتاً از کشورهای استعماری تشکیل شده بود ناخوشایند بود. از دهه ۱۹۶۰ به عنوان نوعی تابو در مورد استفاده از آن وجود دارد و از استفاده در رسانه‌ها خودداری می‌شود.

## ملت‌ها و قدرت‌های درگیر

### طرف محور
| موضع                                                                            | کشور |
| ------------------------------------------------------------------------------- | --- |
| شرکت در جنگ / دولت‌های شرکت کننده                                                | امپراتوری ژاپن، تایلند (۱۹۴۲–۱۹۴۵)، مانچوکوئو، رژیم وانگ جینگ وی، منجیانگ، ایالت برمه (ارتش استقلال برمه) |
| کشورهای درحال همکاری / پشتیبانی                                                 | رایش آلمان (ماموریت‌های یاناگی)، فرانسه ویشی، (در هنگام نبرد ماداگاسکار)، هندوچین فرانسه (پس از حمله ژاپن به هندوچین فرانسه و تحت اشغال ژاپن با ارتش ژاپن همکاری کرد)، پادشاهی ایتالیا(۱۹۴۱–۱۹۴۳، عملیات جنگ‌های زیردریایی و غیره) |
| سازمان‌هایی که ژاپن آنها را پشتیبانی و راهنمایی می‌کرد                            | هند آزاد (ارتش ملی هند - ژاپن از استقلال هند حمایت می‌کرد، اما به رسمیت شناختن دیپلماتیک در هنگام جنگ انجام نشد)، ارتش استقلال برمه، مدافعان میهن (اندونزی)، ارتش داوطلب سوماترا، ارتش داوطلب بورنئو، ارتش داوطلب دفاع جاوه، ارتش داوطلب (مردم مالایی، جوانان پیشتاز (ویتنام)، ارتش داوطلب فیلیپینی‌ها〈ماکافیلی〉، با گارد فیلیپینی خوزه لورل، ارتش داوطلب روسی (در چین) شیجیاژوانگ مهاجران سفید ، واحد آسانو (چین) ، گروه سواره‌نظام مسلمان منچوری، داوطلبان تاکاساگو (تایوان) |
| کشورهایی که از طرف متحدان اعلام جنگ کرده‌اند اما در جنگ اقیانوس آرام شرکت نکردند | ایالت برمه (۱۹۴۳–۱۹۴۵)، جمهوری دوم فیلیپین (۱۹۴۳–۴۵)، امپراتوری ویتنام (۱۹۴۵-)، پادشاهی لائوس (۱۹۴۵-)، کامبوج (۱۹۴۵-)، تصرف یونان توسط نیروهای محور، دولت مستقل کرواسی، پادشاهی بلغارستان (۱۹۴۱–۱۹۴۴)، جمهوری اسلواکی (۱۹۳۹-۱۹۴۵) (۱۹۴۱–۱۹۴۵)، پادشاهی مجارستان (۱۹۲۰–۱۹۴۶) (۱۹۴۱–۱۹۴۴)، پادشاهی رومانی (۱۹۴۱–۱۹۴۴)، دولت نجات ملی (۱۹۴۱–۱۹۴۴)، قلمروی پادشاهی پیندوس (۱۹۴۱–۱۹۴۴)، فنلاند (۱۹۴۱–۱۹۴۴)، ارتش آزادی‌بخش روسیه (۱۹۴۴–۱۹۴۵)                                        |

### طرف متفقین
| موضع                                                                            | کشور |
| ------------------------------------------------------------------------------- | --- |
| شرکت در جنگ / دولت‌های شرکت کننده                                                | بریتانیا، ایالات متحده آمریکا، سپاه ارتش استرالیا و نیوزلند، کانادا، هلند، تایوان، اتحاد جماهیر شوروی سوسیالیستی (شوروی) (۱۹۴۵)، جمهوری خلق مغولستان (۱۹۴۵)، حکومت موقت جمهوری فرانسه (۱۹۴۵) (بیشترین مشارکت نیروهای نظامی توسط راج بریتانیا، مالایای بریتانیا، فیلیپین مشترک‌المنافع انجام شد) |
| سازمان‌هایی که متفقین آنها را پشتیبانی و راهنمایی می‌کردند                        | حزب کمونیست چین (ارتش هشتم مسیر)، دولت در تبعید کره (ارتش آزادیبخش کره)، فیلیپین مشترک‌المنافع هوکبالهاپ (سازمان مسلح ضد ژاپنی حزب کمونیست فیلیپین، ارتش ضد ژاپنی مردم مالایا (سازمان مسلح ضد ژاپنی چینی‌های خارج از کشور در مالزی)، لیگ رهایی مردم ژاپن (واتارو کاجی・کازوئو آئویاما سازمان‌های ضد امپراتوری ژاپن که تحت حمایت و نظارت دولت ملی چین و ارتش هشتم مسیر در سرزمین اصلی چین فعالیت می‌کردند)، جنبش آزادی تایلندی، پاپوآ گینه نو (هر دو گروه از سربازان محلی تشکیل شده بود)  |
| کشورهایی که از طرف متحدان اعلام جنگ کرده‌اند اما در جنگ اقیانوس آرام شرکت نکردند | اتحادیه آفریقای جنوبی، لبنان (۱۹۴۳–۱۹۴۵)، السالوادور، کاستاریکا، دومینیکا (قیمومت انگلستان)، نیکاراگوئه، هائیتی، گواتمالا، هندوراس، پاناما، کوبا، نروژ، لیبریا، پادشاهی مصر، قیمومت فرانسه بر سوریه و لبنان، عربستان سعودی، پادشاهی عراق، دودمان پهلوی در ایران، مکزیک (۱۹۴۲–۱۹۴۵)، برزیل (۱۹۴۲–۱۹۴۵)، کلمبیا (۱۹۴۳–۱۹۴۵)، بولیوی (۱۹۴۳–۱۹۴۵)، پرو (۱۹۴۵)، ونزوئلا (۱۹۴۵)، اروگوئه (۱۹۴۵)، پاراگوئه (۱۹۴۵)، اکوادور (۱۹۴۵)، ترکیه (۱۹۴۵)، آرژانتین (۱۹۴۵)، شیلی (۱۹۴۵)، بلژیک (۱۹۴۵) |
| کشوری که به ژاپن اعلان جنگ داده اما یک قدرت متفقین محسوب نمی‌شد                  | پادشاهی ایتالیا (۱۹۴۵) |

### کشورهای بی‌طرفی که به شدت تحت تأثیر جنگ قرار گرفتند
پرتغال - مستعمرات در آسیا(ماکائو و تیمور پرتغال) توسط نیروهای محور و متحدان اشغال شد

## زمینه تاریخی

### بستن پیمان با کره
سال ۱۸۷۵ یک ناوگان ژاپنی که به ظاهر مأموریت نقشه‌برداری دریایی داشت، برای برانگیختن کره در طی حادثه جزیره کانگوا وارد حریم دریایی کره شد و آب آشامیدنی خواست. گارد ساحلی کره به روی این کشتی‌ها آتش گشود و با این که گلوله توپ‌ها به کشتی‌ها نرسید، ناوگان ژاپنی استحکامات بندر و کشتی‌های پهلو گرفته در آنجا را در هم کوبید. دولت ژاپن بی‌درنگ کورودا کیوتاکا را به کره فرستاد و به همان شیوه که دو دهه پیش ایالات متحده با ژاپن رفتار کرده بود، با تهدید پیمان ۱۸۷۶ ژاپن و کره را بر این کشور تحمیل و دو بندر کره بر روی خود گشود. در این پیمان کره کشوری مستقل و نفوذ مسلط چین در آن نادیده در نظر گرفته شد. این کار خشم چین را برانگیخت و این دولت مدعی شد کره تحت‌الحمایه چین است و حق بستن چنین پیمانی با کشور دیگری را ندارد. سال ۱۸۸۴ که چین در ویتنام از فرانسه شکست خورد، جناح هوادار ژاپن در کره فرصت را غنیمت شمرد و با پشتیبانی ژاپن دست به کودتا زد اما شکست خورد. پیمانی بین چین و ژاپن امضا شد که هر دو کشور نیروهایشان را از کره بیرون بکشند. در این هنگام فساد اداری در دستگاه حکومت کره شایع و فشار مالیاتی بر مردم طاقت‌فرسا بود. ماه ژوئن ۱۸۹۴ شورش‌های پراکنده‌ای در کره پدید آمد که گروه‌های ضد غربی به نام تونگ-هاکس آن را سازمان می‌دادند. پادشاه کره که خود را تحت‌الحمایه چین می‌دانست از این کشور یاری خواست. چین بی‌درنگ با اعزام یک نیروی دو هزار نفره شورش‌ها را به شدت سرکوب نمود. ژاپن این امر را مخالف پیمان پیشین دانست و نیروهایش را در نزدیکی سئول پیاده کرد. نیروهای ژاپنی کاخ سلطنتی کره را تصرف و گوجونگ، پدر پادشاه، را دستگیر کردند. او با پسرش سونجونگ به خصوص عروسش، امپراتریس سونجونگ، ملکه بر سر حکومت کشور اختلاف نظر داشت. ژاپنی‌ها گوجونگ را وادار کردند که حکومتی هوادار ژاپن تشکیل دهد و این دولت را ناگزیر ساختند تا از نیروهای ژاپنی برای اخراج چین استمداد کند.

### نخستین جنگ با چین

محل شبه‌جزیره لیائودونگ در منچوری چین، پورت آرتور پایگاه مهم نیروی دریایی روسیه در شبه‌جزیره لیائودونگ قرار داشت. ماه نوامبر سال ۱۸۹۵ این بخش از چین به تصرف نیروهای ژاپن درآمد. پس از مداخله سه‌گانه ژاپن مجبور شد لیائودونگ را به چین پس بدهد.

نخستین جنگ چین و ژاپن بین دودمان چینگ چین و میجی ژاپن بر سر سلطه بر کره درگرفت. تا پایان سپتامبر ۱۸۹۴ نیروهای ژاپنی بیش‌تر خاک کره را تصرف کردند و پیشروی به سوی چین را ادامه دادند. پس از شش ماه موفقیت نیروی زمینی و دریایی ژاپن و تصرف شهر ویهای، دودمان چینگ ماه فوریه ۱۸۹۵ درخواست صلح کرد. در این هنگام راه پیشروی ژاپنی‌ها به سوی پکن باز بود و چین چاره ای جز تسلیم ندید. بدین ترتیب پیمان صلح شیمونوسکی امضا شد تا قیمومیت چین بر کره پایان یابد و نیز جزیره تایوان و شبه‌جزیره لیائودونگ به ژاپن واگذار گردد. همچنین قرار شد غرامت نقدی سنگینی به مبلغ سی صد میلیون ین از سمت چین به ژاپن پرداخت شود.
شکست چین از ژاپن نشان داد که چین ضعیف‌تر از آن است که پنداشته می‌شود و نیز آشکار نمود که تجدد ژاپن توفیق عمده و برجسته ای داشته‌است. اقدام ژاپن در تصرف خاک چین موجب اعتراض مشترک کنسرت اروپا (شامل امپراتوری روسیه، فرانسه و امپراتوری آلمان) گردید زیرا اشغال شبه‌جزیره لیائودونگ توسط ژاپن تهدیدی دائمی برای چین محسوب می‌شد. اروپایی‌ها ژاپن را که به شدت تحقیر شده بود، مجبور به رها کردن شبه جزیره نمودند. طبق مداخله سه‌گانه در ۲۳ آوریل ۱۸۹۵، ژاپن اجباراً لیائودونگ در جنوب منچوری را در ازای افزایش غرامت به چین باز پس داد. از دست رفتن شبه‌جزیره لیائودونگ پیمان صلح را یکسره از ارزش نینداخت اما صورتی که این کار داشت و تحمیل سه دولت چنان بر مردم ژاپن گران آمد که آن را شکست بزرگی شمردند.
اثر مداخله سه قدرت اروپایی در روح و اندیشه مردم ژاپن سالیان دراز باقی ماند. ژاپنی‌ها از آن پس بیش‌تر در معرض القائات ملی‌گرایان افراطی و نگران حیثیت و غرور ملی بودند. پس از آن ژاپن بیش از پیش به تقویت نیروی نظامی خود پرداخت.
در چین حزب کومینتانگ کارزاری برای متحد کردن این کشور علیه جنگ‌سالاران محلی به راه انداخت و تا میانهٔ دههٔ ۱۹۲۰ توانست دستکم در اسم چین را متحد کند ولی چیزی نگذشت که بین این حزب و متحد سابقش یعنی حزب کمونیست چین جنگی داخلی درگرفت و جنگ‌سالاران محلی جدیدی نیز سر برآوردند و وارد معرکه شدند. امپراتوری ژاپن که روز به روز نظامی‌گراتر می‌شد، مدت‌ها به دنبال افزایش نفوذش در چین بود و آن را گام نخست در راستای ادعای حقش برای حکومت بر جهان می‌دانست. ژاپن این مسئله را بهانهٔ حمله به منچوری قرار داد و در آن جا دولت دست‌نشاندهٔ مانچوکوئو را تأسیس کرد.
جامعه ملل پس از تصرف منچوری توسط ژاپن ناظرانی را به منطقه اعزام کرد تا این موضوع را بررسی کند. سال بعد، جامعه ملل ژاپن را در حمله به منچوری مقصر شناخت و اعلام کرد که منچوری باید به چین بازگردانده شود. در واکنش امپراتوری ژاپن از جامعهٔ ملل خارج شد.

### استعمار کره

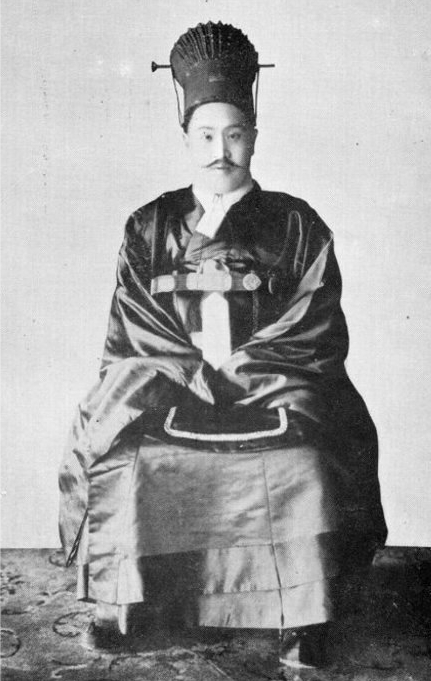
سونجونگ آخرین پادشاه کره (زاده ۱۸۷۴ - درگذشته ۱۹۲۶)

دولت ژاپن پادشاه کره را به امضای توافقی واداشت که امنیت آن کشور و خانواده سلطنتی را تضمین می‌کرد و برای این کار اجازه اقدام لازم را به ژاپن می‌داد. ژاپن بر آن بود که کار کره را یکسره کند و این سرزمین را تحت‌الحمایه/مستعمره خود سازد. در کره پادشاه اختیاردار مطلق بود و زیر بار این خواست ژاپن نمی‌رفت اما نیروهای ژاپنی در کره حاضر بودند و کار را پیش بردند. سرانجام پیمان ۱۹۰۵ ژاپن و کره بدون موافقت پادشاه امضا شد. در پایان سال ۱۹۰۵ فرمانداری کل ژاپن در سئول برقرار و ایتو هیروبومی نخستین فرماندار یا نخستین ژنرال ژاپنی مقیم کره شد.

### جنگ جهانی اول
ژاپن بین سال‌های ۱۹۱۴ تا ۱۹۱۷ در جنگ جهانی اول شرکت داشت. این کشور به نیروهای تفاهم سه‌گانه که شامل بریتانیا، فرانسه و روسیه می‌شد، پیوست و نقشی اساسی در تأمین امنیت خطوط دریایی اقیانوس آرام و اقیانوس هند، در برابر نیروی دریایی امپراتوری آلمان داشت. از لحاظ سیاسی، این شرایط فرصتی به ژاپن داد تا حوزه نفوذ خود در چین را گسترش داد. اقتصاد ژاپن شروع به رونق کرد. این مسئله عمدتاً بر اثر بهره‌برداری از مواد اولیه و نیروی کار چینی بود. در پایان جنگ جهانی اول، بر اساس پیمان ورسای، ژاپن توانست برخی از جزایر اقیانوس آرام که پیش از آن تحت سلطه آلمان بود، را در دست بگیرد. سرانجام به نظر می‌رسید که از معاهدات نابرابر و مداخله سه‌گانه انتقام گرفته شده‌است. پس از پایان جنگ جهانی اول ژاپن به گروه پنج قدرت بزرگ جهان پیوست و بحث در مورد گسترش بیشتر فعلاً متوقف شد. تا اواخر دهه ۱۹۲۰ رهبران ژاپن عموماً از آرمان آزادی اقتصادی در ظاهر حمایت می‌کردند. تلاش‌های آن‌ها برای ادغام اقتصاد ژاپن در یک نظم جهانی لیبرال ادامه داشت، با این حال، اوایل دهه ۱۹۳۰ در پیوستن به کشورهای غربی ناامید شدند زیرا اقتصادهای در بحران فرورفتهٔ غربی برای محافظت از بازارهای استعماری خود موانعی را در تجارت ژاپن ایجاد کردند. بسیاری از ژاپنی‌ها معتقد بودند که ساختار صلح بین‌المللی که در جامعه ملل تجسم یافته، به نفع کشورهای غربی است که منابع جهان را در سلطه خود دارند. علاوه بر این، غرب با جلوگیری از مهاجرت ژاپنی‌ها از طریق قانون اخراج آسیایی‌ها در دهه ۱۹۲۰ ریاکاری کرده بود. در نتیجه، این آرمان در ژاپن مبنی بر تشکیل یک فدراسیون یا تعاونی از شرق آسیا، مبتنی بر آرمان‌های سنتی پان‌آسیایی برادری جهانی (هاکو ایچو - هشت گوشه جهان زیر یک سقف) و شعارهای آزادی خواهانهٔ «آسیا برای آسیایی‌ها» شروع به ظهور کرد.

### درگیری با روسیه و شوروی

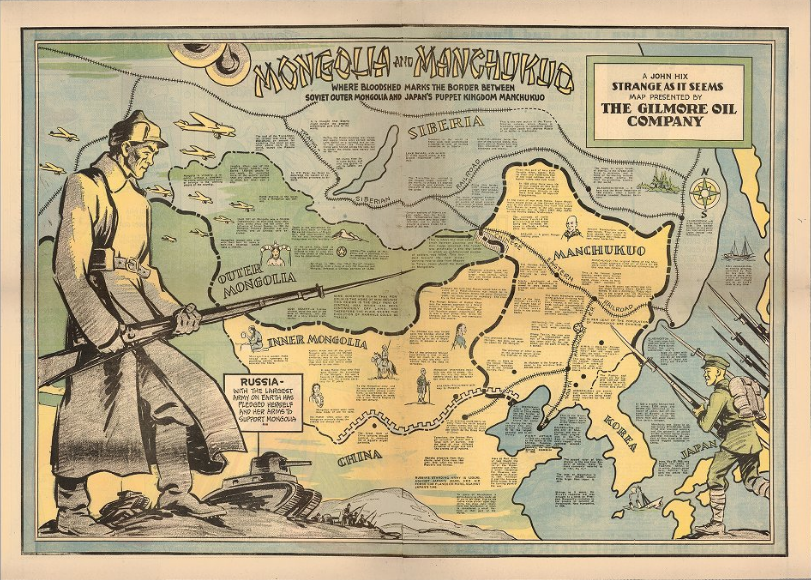
طرحی روسی در سال ۱۹۳۶، نشان‌دهنده موقعیت شوروی در مغولستان بیرونی و ژاپن که بر مانچوکوئو (بخش اشغال شده چین) حکومت می‌کرد.

جنگ روسیه و ژاپن دو سال پس از امضای پیمان اتحاد ژاپن و بریتانیا در فوریه سال ۱۹۰۴ درگرفت. جنگ سال‌های ۰۵–۱۹۰۴ درگیری بین امپراتوری روسیه به عنوان یک قدرت بین‌المللی با یکی از بزرگ‌ترین ارتش‌ها در جهان و امپراتوری ژاپن به عنوان ملتی که اخیراً بعد از دو سده و نیم انزوا به صحنه جهانی بازگشته بود، به حساب می‌آمد. مجموعه‌ای از نبردها در شبه‌جزیره لیائودونگ منجر به رانده شدن روس‌ها از جنوب منچوری و نبرد تسوشیما منجر به یک فاجعه برای نیروی دریایی امپراتوری روسیه شد.
پس از پیروزی ژاپن در نبرد موکدن (مارس ۱۹۰۵) ژنرال اویاما ایوائو بی‌درنگ رئیس ستاد خود را به توکیو فرستاد تا لزوم صلح بی تأمل را به دولت میجی بقبولاند. ژاپن پیشنهاد میانجیگری را به تئودور روزولت، رئیس‌جمهور ایالات متحده داد و روسیه نیز از این پیشنهاد استقبال کرد. ماه اوت نمایندگان مختار دو دولت در ایالات متحده ملاقات کردند. خواست‌های ژاپن چنان‌که از یک فاتح مسلم جنگ انتظار می‌رفت سنگین بود و متضمن شناسایی برتری ژاپن در کره، انتقال تأسیسات و منافع روسیه از منچوری و از جمله خط راه‌آهن منچوری و شبه‌جزیره لیائودونگ به ژاپن، تسلیم ساخالین و پرداخت غرامت به ژاپن بود. روسیه دو خواسته اخیر را به شدت رد کرد تا سرانجام با میانجیگری ایالات متحده در پیمان پورتسموت (۵ سپتامبر ۱۹۰۵) بپذیرد نیمه جنوبی ساخالین را به ژاپن واگذار کند. به هر صورت پرداخت خسارت به هیچ‌وجه پذیرفته نشد. پیروزی ژاپن در جنگ با روسیه جهان غرب را متحیر و برخی از ملی‌گرایان آسیایی (کسانی که مستقیماً توسط گسترش ژاپن تهدید نمی‌شدند) را تشویق کرد که ژاپن را به عنوان رهبر طبیعی منطقه در نظر بگیرند.
نیمهٔ دوم دههٔ ۱۹۳۰، بر مبنای سیاست انتخابی نیروی زمینی امپراتوری ژاپن در پیشروی به سمت شمال درگیری‌هایی بین نیروهای ژاپنی مستقر در منچوری و نیروهای شوروی و جمهوری خلق مغولستان پدید می‌آمد.

### تسخیر منچوری
حادثه موکدن در ۱۸ سپتامبر ۱۹۳۱ که در آن قسمتی از خطوط آهن در منچوری منفجر شد، بهانهٔ حمله ژاپن به منچوری قرار گرفت. تعرضات ژاپنی‌ها به منچوری در سال ۱۹۳۱ بر اساس این ایده که اقتصاد ژاپن به بن‌بست رسیده‌است، توجیه می‌شد. سه عامل ایجاد این بن‌بست کمبود مواد اولیه در ژاپن، جمعیت در حال گسترش سریع آن و تقسیم جهان به بلوک‌های اقتصادی بود.
پس از تصرف منچوری در سال ۱۹۳۲ ژاپن دولت دست نشانده‌ای به نام مانچوکوئو را در آن را برپا کرد و پویی، آخرین امپراتور چین را به عنوان پادشاه آن بر منصب نشاند. سال ۱۹۳۳ هنگامی که جامعه ملل به تصرف این قسمت از خاک چین اعتراض کرد، ژاپن خود از این سازمان خارج شد.